# Соціальний реалізм

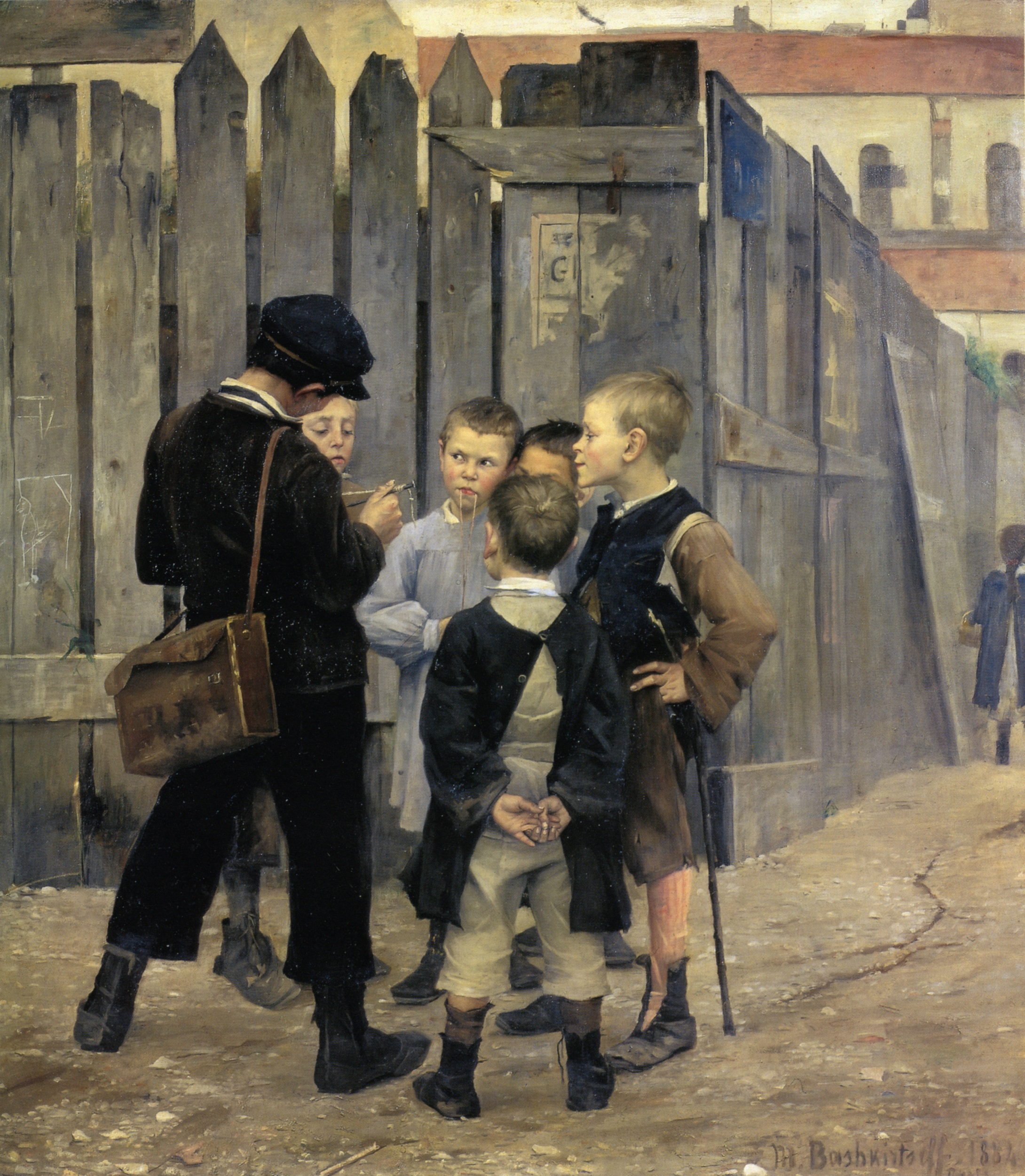
Зустріч (1884). Башкирцева Марія Костянтинівна

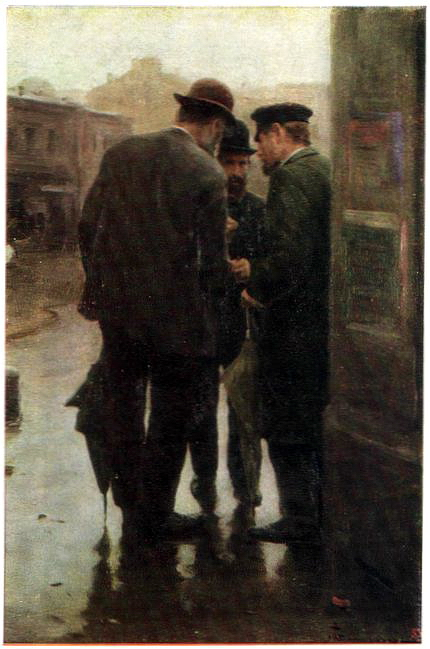
Бесіда (раніше 1912). Пимоненко Микола Корнилович

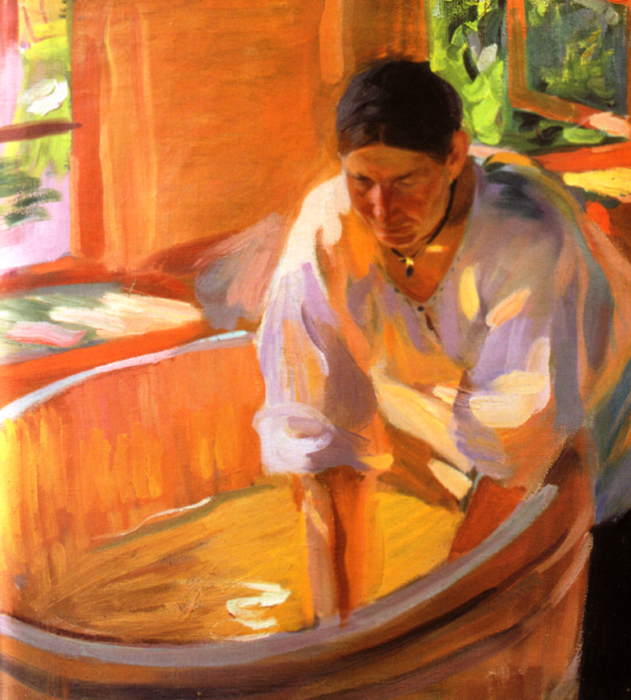
Праля (1914). Мурашко Олександр Олександрович

Соціальний реалізм — це термін, який застосовується до творів митців, друкарів, фотографів, письменників, кінорежисерів, тощо, що мають на меті привернути увагу до реальних суспільно-політичних умов окремих верств населення та як засіб критики владних структур, що стоять за цими умовами. Історично цей напрям створює нові об'єкти у нових середах і середовищах, не підпадаючи під будь-яку традиційну художню класифікацію або перекриваючи декілька. Його спільною рисою є критичне дослідження довкілля в його безпосередній дійсності, хоча окремі характеристики напрямку і зазнають певних варіацій від нації до нації. Соціальний реалізм оформлюється в якості визначення як гостра критична опозиція історизму, що пов'язане з дисциплінарним становленням соціології.
Термін не слід плутати з фонетично схожим терміном «соціалістичний реалізм», який був вигаданий майже на п'ятдесят років пізніше Анатолієм Луначарським під назвою «пролетарський реалізм», і набув розвитку за Йосипа Сталіна, увібравши в себе інші спорідненні поняття свого часу (такі як «психологічний», «тенденційний», «конструктивний», «метод комуністичного реалізму», «діалектико-матеріалістичний метод», тощо) та, урешті-решт, шляхом репресій був стверджений єдиним художнім методом Радянського Союзу та Соціалістичних Країн, позбувшись, таким чином, саме критичного підходу до бачення суспільно-політичних умов та замінивши останній міфотворчістю в контексті даної ідеології.
Соціальний реалізм, зростаючи від коріння Європейських Реалізму та Натуралізму має на меті виявляти протиріччя та напруги між репресивними, панівними силами та їх жертвами.
Іноді цей термін застосовують більш вузько, для мистецького руху, що квітнув поміж двома світовими війнами як реакція на політичний безлад та злидні того періоду. Митці звернулися до реалізму, як до способу зробити мистецтво легко доступним і зрозумілим широкій громадськості, зображуючи предмети та об'єкти — в тому числі відомих діячів та анонімних повсякденних працівників — як героїчні символи наполегливості і сили перед лицем лиха. Своїми роботами вони прагнули привернути увагу до погіршення умов бідних та робітничих класів і кинути виклик відповідальним системам: урядовій та соціальній .